# Жирні кислоти
Жи́рні кисло́ти — органічні сполуки, що складаються з вуглецевого ланцюжка, довжиною до 24 атомів вуглецю з карбоксильною групою (-СООН) на одному кінці.

## Загальні відомості
Ковалентні зв'язки між атомами вуглецю можуть бути одинарними або подвійними. Коли створюються подвійні зв'язки, атоми вуглецю мають один, а не два атоми водню. Ланцюжки з одинарним зв'язком мають максимальну кількість атомів водню, тому вони називаються насиченими. Ланцюжки з одним подвійним зв'язком називаються ненасиченими, а двома і більше (як правило розташовані в молекулі через одну групу CH2) — поліненасиченими. Вони також розрізняються за кількістю атомів вуглецю в ланцюзі, а у випадку ненасичених кислот — за положенням і конформацією (як правило більшість природних кислот перебувають у цис-конформації). Умовно жирні кислоти поділяються на нижчі (до семи атомів вуглецю), середні (вісім-дванадцять атомів вуглецю) та вищі (більше 12-ти). Судячи по історичній назві, дані речовини повинні бути компонентами жирів, але на сьогодні цей термін поширюється на значно більшу групу речовин. Жирні кислоти входять до складу складних ліпідів, які відіграють значну роль у біології клітини.
Карбонові кислоти, починаючи із масляної кислоти (С4), вважаються жирними, хоча жирні кислоти, отримані безпосередньо із тваринних жирів, мають в основному вісім і більше атомів вуглецю (каприлова кислота). Кількість атомів вуглецю в натуральних жирних кислотах — в основному парна, що зумовлене їхнім біосинтезом за участі ацетил-коферменту А.
Велику групу жирних кислот (відомо більш ніж 400, хоча з них найбільш поширені близько 12-ти) знаходять в олії з насіння.
Незамінними жирними кислотами вважаються ті, які не можуть бути синтезованими в організмі. Для людського організму такими кислотами є ті, в яких є хоча б один подвійний зв'язок на відстані більше, ніж дев'ять атомів вуглецю від карбоксильної групи.

## Біохімія

### Розщеплення
Жирні кислоти у вигляді тригліцеридів накопичуються у жирових тканинах. При потребі під дією таких речовин як адреналін, норадреналін, глюкагон и адренокортикотропіна запускається процес ліполізу. Звільнені жирні кислоти виділяються в кровотік, по якому і потрапляються в клітини, яким потрібна енергія. Спочатку за участі АТФ відбувається зв'язування (активація) із коферментом А (КоА). При цьому АТФ гідролізує до АМФ із вивільненням двох молекул залишку неорганічної фосфатної кислоти (Pi).
R-COOH + КоА-SH + АТФ > R-CO-S-КоА + 2Pi + H+ + АМФ

### Синтез
У рослинному та тваринному організмі жирні кислоти утворюються як продукти вуглеводного та жирового обміну. Синтез жирних кислот відбувається як процес, протилежний розщепленню в цитозолі.

## Циркуляція

### Травленняівсмоктування
Коротко- та середньоланцюгові жирні кислоти всмоктуються напряму в кров через капіляри кишкового тракту і проходять через воротну вену, разом із іншими поживними речовинами. Жирні кислоти із довшими ланцюгами занадто великі, щоб безпосередньо потрапити через малі отвори капілярів кишечника. Замість цього вони поглинаються жирними ворсинками стінок кишечника і наново синтезуються в тригліцериди. Тригліцериди покриваються холестеролом та білками з утворенням хіломікрону. Всередині ворсинки хіломікрони потрапляють в лімфатичні судини. Потім транспортується по лімфатичних судинах до місця, поряд із серцем, де кровоносні артерії та вени найбільші. Там грудний канал і позбувається хіломікрон, які потрапляють до підключених вен. Таким чином тригліцериди транспортуються до місць, в яких є потреба.

### Види існування в організмі
Жирні кислоти існують в різних формах на різних стадіях циркуляції крові. Вони поглинаються в кишечнику, утворюючи хіломікрони, але в той же час існують і у вигляді ліпопротеїнів низької густини після перетворювання в печінці. При виділенні із адипоцитів жирні кислоти поступають у вільному вигляді в кров.

## Розгалужені кислоти
Розгалужені карбонові кислоти не відносяться до жирних кислот. Їх можна знайти в деяких ефірних оліях. Так в олії валеріани міститься ізовалеріанова кислота.

### Насичені жирні кислоти
Загальна формула: CnH2n+1COOH або CH3-(CH2)n-COOH
| Тривіальна назва        | Систематична назва (IUPAC) | Хімічна формула | Раціональна напіврозвернути формула | Знаходження                              | Т.пл.   | pKa  |
| ----------------------- | -------------------------- | --------------- | ----------------------------------- | ---------------------------------------- | ------- | ---- |
| Мурашина кислота        | Метанова кислота           | HCOOH           | НСООН                               | Виділення залоз мурашок                  | 8 °C    | 3,75 |
| Оцтова кислота          | Етанова кислота            | CH3COOH         | CH3COOH                             | Оцет, продукти окислення багатьох р-вин  | 16,2 °C | 4,76 |
| Пропіонова кислота      | Пропанова кислота          | C2H5COOH        | CH3(CH2)COOH                        | Живиця                                   | −24 °C  | 4,87 |
| Масляна кислота         | Бутанова кислота           | C3H7COOH        | CH3(CH2)2COOH                       | Вершкове масло, деревний оцет            | −8 °C   | 4,82 |
| Валеріанова кислота     | Пентанова кислота          | C4H9COOH        | CH3(CH2)3COOH                       | Валеріана(рослина)                       | −35 °C  | 4,84 |
| Капронова кислота       | Гексанова кислота          | C5H11COOH       | CH3(CH2)4COOH                       | Нафта                                    | −4 °C   | 4,85 |
| Енантова кислота        | Гептанова кислота          | C6H13COOH       | CH3(CH2)5COOH                       |                                          | −7,5 °C |      |
| Каприлова кислота       | Октанова кислота           | C7H15COOH       | CH3(CH2)6COOH                       |                                          | 17 °C   | 4,89 |
| Пеларгонова кислота     | Нонанова кислота           | C8H17COOH       | CH3(CH2)7COOH                       |                                          | 12,5 °C | 4.96 |
| Капринова кислота       | Деканова кислота           | C9H19COOH       | CH3(CH2)8COOH                       | Кокосова олія                            | 31 °C   |      |
| Ундецилова кислота      | Ундеканова кислота         | С10Н21СООН      | CH3(CH2)9COOH                       |                                          |         |      |
| Лауринова кислота       | Додеканова кислота         | С11Н23СООН      | CH3(CH2)10COOH                      |                                          | 43,2 °C |      |
| —                       | Тридеканова кислота        | С12Н25СООН      | CH3(CH2)11COOH                      | Зазвичай міститься у молочних продуктах. |         |      |
| Міристинова кислота     | Тетрадеканова кислота      | С13Н27СООН      | CH3(CH2)12COOH                      | Myristica fragrans                       | 53,9 °C |      |
| —                       | Пентадеканова кислота      | С14Н29СООН      | CH3(CH2)13COOH                      |                                          | 43,2 °C |      |
| Пальмітинова кислота    | Гексадеканова кислота      | С15Н31СООН      | CH3(CH2)14COOH                      |                                          | 62,8 °C |      |
| Маргаринова кислота     | Гептадеканова кислота      | С16Н33СООН      | CH3(CH2)15COOH                      |                                          | 61,3 °C |      |
| Стеаринова кислота      | Октадеканова кислота       | С17Н35СООН      | CH3(CH2)16COOH                      |                                          | 69,6 °C |      |
| —                       | Нонадеканова кислота       | С18Н37СООН      | CH3(CH2)17COOH                      |                                          |         |      |
| Арахінова кислота       | Ейкозанова кислота         | С19Н39СООН      | CH3(CH2)18COOH                      |                                          | 75,4 °C |      |
| —                       | Генейкозанова кислота      | С20Н41СООН      | CH3(CH2)19COOH                      |                                          |         |      |
| Бегенова кислота        | Докозанова кислота         | С21Н43СООН      | CH3(CH2)20COOH                      |                                          |         |      |
| —                       | Трикозанова кислота        | С22Н45СООН      | CH3(CH2)21COOH                      |                                          |         |      |
| Лігноцеринова кислота   | Тетракозанова кислота      | С23Н47СООН      | CH3(CH2)22COOH                      |                                          |         |      |
| —                       | Пентакозанова кислота      | С24Н49СООН      | CH3(CH2)23COOH                      |                                          |         |      |
| Церотинова кислота      | Гексакозанова кислота      | С25Н51СООН      | CH3(CH2)24COOH                      |                                          |         |      |
| —                       | Гептакозанова кислота      | С26Н53СООН      | CH3(CH2)25COOH                      |                                          |         |      |
| Монтанова кислота       | Октакозанова кислота       | С27Н55СООН      | CH3(CH2)26COOH                      |                                          |         |      |
| —                       | Нонакозанова кислота       | С28Н57СООН      | CH3(CH2)27COOH                      |                                          |         |      |
| Мелісова кислота        | Тріакозанова кислота       | С29Н59СООН      | CH3(CH2)28COOH                      |                                          |         |      |
| —                       | Гентриаконтанова кислота   | С30Н61СООН      | CH3(CH2)29COOH                      |                                          |         |      |
| —                       | Дотриаконтанова кислота    | С31Н63СООН      | CH3(CH2)30COOH                      |                                          |         |      |
| Псіластеарилова кислота | Тритриаконтанова кислота   | С32Н65СООН      | CH3(CH2)31COOH                      |                                          |         |      |

### Мононенасичені жирні кислоти
Загальна формула: СН3-(СН2)m-CH=CH-(CH2)n-COOH (m=ω−2; n=Δ−2)
| Тривіальна назва        | Систематична назва (IUPAC)    | Хімічна формула | IUPAC формула (з мет.кінця) | IUPAC формула (з карб.кінця) | Раціональна напіврозгорнута формула |  |
| ----------------------- | ----------------------------- | --------------- | --------------------------- | ---------------------------- | ----------------------------------- |  |
| Акрилова кислота        | 2-пропенова кислота           | С2Н3COOH        | 3:1ω1                       | 3:1Δ2                        | СН2=СН-СООН                         |  |
| Метакрилова кислота     | 2-метил-2-пропенова кислота   | С3Н5COOH        | 4:1ω1                       | 4:1Δ2                        | СН2=С(СН3)-СООН                     |  |
| Кротонова кислота       | 2-бутенова кислота            | С3Н5COOH        | 4:1ω2                       | 4:1Δ2                        | СН2-СН=СН-СООН                      |  |
| Вінілоцтова кислота     | 3-бутенова кислота            | С3Н6COOH        | 4:1ω1                       | 4:1Δ3                        | СН2=СН-СН2-СООН                     |  |
| Лауроолеїнова кислота   | цис-9-додекенова кислота      | С11Н21COOH      | 12:1ω3                      | 12:1Δ9                       | СН3-СН2-СН=СН-(СН2)7-СООН           |  |
| Мірістоолеїнова кислота | цис-9-тетрадекенова кислота   | С13Н25COOH      | 14:1ω5                      | 14:1Δ9                       | СН3-(СН2)3-СН=СН-(СН2)7-СООН        |  |
| —                       | транс-3-гексадекенова кислота | С15Н29COOH      | 16:1ω13                     | 16:1Δ3                       | СН3-(СН2)11-СН=СН-(СН2)-СООН        |  |
| Пальмітолеїнова кислота | цис-9-гексадекенова кислота   | С15Н29COOH      | 16:1ω7                      | 16:1Δ9                       | СН3-(СН2)5-СН=СН-(СН2)7-СООН        |  |
| Петроселінова кислота   | цис-6-октадекенова кислота    | С17Н33COOH      | 18:1ω12                     | 18:1Δ6                       | СН3-(СН2)16-СН=СН-(СН2)4-СООН       |  |
| Олеїнова кислота        | цис-9-октадеценова кислота    | С17Н33COOH      | 18:1ω9                      | 18:1Δ9                       | СН3-(СН2)7-СН=СН-(СН2)7-СООН        |  |
| Елаїдинова кислота      | транс-9-октадеценова кислота  | С17Н33COOH      | 18:1ω9                      | 18:1Δ9                       | СН3-(СН2)7-СН=СН-(СН2)7-СООН        |  |
| Цис-вакценова кислота   | цис-11-октадекенова кислота   | С17Н33COOH      | 18:1ω7                      | 18:1Δ11                      | СН3-(СН2)5-СН=СН-(СН2)9-СООН        |  |
| Транс-вакценова кислота | транс-11-октадекенова кислота | С17Н33COOH      | 18:1ω7                      | 18:1Δ11                      | СН3-(СН2)5-СН=СН-(СН2)9-СООН        |  |
| Гадолеїнова кислота     | цис-9-ейкозенова кислота      | С19Н37COOH      | 20:1ω11                     | 19:1Δ9                       | СН3-(СН2)9-СН=СН-(СН2)7-СООН        |  |
| Гондоїнова кислота      | цис-11-ейкозенова кислота     | С19Н37COOH      | 20:1ω9                      | 20:1Δ11                      | СН3-(СН2)7-СН=СН-(СН2)9-СООН        |  |
| Ерукова кислота         | цис-9-доказенова кислота      | С21Н41COOH      | 22:1ω13                     | 22:1Δ9                       | СН3-(СН2)11-СН=СН-(СН2)7-СООН       |  |
| Нервонова кислота       | цис-15-тетракозенова кислота  | С23Н45COOH      | 24:1ω9                      | 23:1Δ15                      | СН3-(СН2)7-СН=СН-(СН2)13-СООН       |  |

## Поліненасичені жирні кислоти
Загальна формула: СН3-(СН2)m-(CH=CH-(CH2)х(СН2)n-COOH
| Тривіальна назва            | Систематична назва (IUPAC)                     | Хімічна формула | IUPAC формула (з мет. кінця) | IUPAC формула (с карб. кінця) | Раціональна напіврозгорнута формула |
| --------------------------- | ---------------------------------------------- | --------------- | ---------------------------- | ----------------------------- | ----------------------------------- |
| Сорбінова кислота           | транс, транс-2,4-гексадієнова кислота          | С5Н7COOH        | 6:2ω3                        | 6:2Δ2,4                       | СН3-СН=СН-СН=СН-СООН                |
| Лінолева кислота            | цис, цис-9,12-октадекадієновая кислота         | С17Н31COOH      | 18:2ω6                       | 18:2Δ9,12                     | СН3(СН2)3-(СН2-СН=СН)2-(СН2)7-СООН  |
| γ-ліноленова кислота        | цис, цис, цис-6,9,12-октадекатрієнова кислота  | С17Н28COOH      | 18:3ω6                       | 18:3Δ9,12,15                  | СН3-(СН2)-(СН2-СН=СН)3-(СН2)6-СООН  |
| α-ліноленова кислота        | цис, цис, цис-9,12,15-октадекатрієнова кислота | С17Н29COOH      | 18:3ω3                       | 18:3Δ9,12,15                  | СН3-(СН2-СН=СН)3-(СН2)7-СООН        |
| Арахідонова кислота         | цис-5,8,11,14-ейкозотетраєнова кислота         | С19Н31COOH      | 20:4ω6                       | 20:4Δ5,8,11,14                | СН3-(СН2)4-(СН=СН-СН2)4-(СН2)2-СООН |
| Дигомо-?-ліноленова кислота | 8,11,14-ейкозатриєнова кислота                 | С19Н33COOH      | 20:3ω6                       | 20:3Δ8,11,14                  | СН3-(СН2)4-(СН=СН-СН2)3-(СН2)5-СООН |
| —                           | 4,7,10,13,16-докозапентаєнова кислота          | С19Н29COOH      | 20:5ω4                       | 20:5Δ4,7,10,13,16             | СН3-(СН2)2-(СН=СН-СН2)5-(СН2)-СООН  |
| Тімнодонова кислота         | 5,8,11,14,17-ейкозапентаєнова кислота          | С19Н29COOH      | 20:5ω3                       | 20:5Δ5,8,11,14,17             | СН3-(СН2)-(СН=СН-СН2)5-(СН2)2-СООН  |
| —                           | 4,7,10,13,16,19-докозагексаєнова кислота       | С21Н31COOH      | 22:6ω3                       | 22:6Δ4,7,10,13,16,19          | СН3-(СН2)-(СН=СН-СН2)6-(СН2)-СООН   |
| —                           | 5,8,11-эйкозатрієнова кислота                  | С19Н33COOH      | 20:3ω9                       | 20:3Δ5,8,11                   | СН3-(СН2)7-(СН=СН-СН2)3-(СН2)2-СООН |

## Кислотність
Кислоти з коротким вуглеводневим хвостом, такі, як мурашина та оцтова кислоти, повністю змішуються з водою і дисоціюють з утворенням достатньо кислих розчинів (pKa 3,77 и 4,76, відповідно). Жирні кислоти із більш довгим хвостом несуттєво відрізняються по кислотності. Наприклад, pKa нонанової кислоти становить 4,96. Але зі збільшенням довжини хвоста розчинність жирних кислот у воді зменшується дуже швидко, в результаті кислоти мало змінюють pH розчину. Значення величини pKa для кожної кислоти набувають тільки в реакціях, в які ці кислоти здатні вступати.
Кислоти, які нерозчинні у воді, можуть розчинятися в теплому етанолі, і відтитровані розчином гідроксиду натрію, використовуючи фенолфталеїн, як індикатор до блідо-рожевого кольору. Такий аналіз дозволяє визначити вміст жирних кислот в порції тригліцеридів після гідролізу.

## Реакції жирних кислот
Жирні кислоти реагують так, як і інші карбонові кислоти, наприклад реакції естерифікації та кислотні реакції. Відновлення жирних кислот приводить до утворення жирних спиртів. Ненасичені жирні кислоти також можуть вступати в реакції приєднання, найбільш характерною і показовою є гідрогенізація, яку використовують для перетворення рослинних жирів у маргарин. В результаті часткового гідрування ненасичених жирних кислот цис-ізомери, характерні для природних жирів, можуть перейти в транс-форму.
В реакції Варрентраппа ненасичені жири можуть розщеплюватися в розплавленому лузі. Ця реакція має важливе значення для визначення структури ненасичених жирних кислот.

## Автоокислення та пригіркання
Жирні кислоти за кімнатної температури піддаються автоокисненню і пригірканню. При цьому вони розкладаються на вуглеводні, кетони, альдегіди та невелику кількість епоксидів та спиртів. Важкі метали, які містяться в невеликих кількостях у жирах та оліях, прискорюють автоокислення. Щоб запобігти цьому, жири та олії часто обробляються хелатуючими реагентами, такими як лимонна кислота.

## Застосування
Натрієві та калієві солі вищих жирних кислот є ефективними ПАР і використовуються як мила. Натрієві солі жирних кислот зазвичай тверді (стандартні дитяче, банне чи господарське мило), а калієві — рідкі.
У харчовій промисловості жирні кислоти зареєстровані як харчові додатки E570, як стабілізатор піни, глазуруючий агент і піногасник.
Дистильовані жирні кислоти є сировиною для виготовлення туалетного мила, гумотехнічних виробів, бавовняних тканин, емульгаторів, косметичних препаратів та ін. Рідка фракція жирних кислот з вмістом олеїнової кислоти не менше 75 % (олеїн) використовується у виробництві хімічних волокон. Технічна стеаринова кислота (стеарин) використовується при виготовленні автопокривок, фотоплівки, ударостійкого полістиролу, стабілізаторів для полімерів, коротколанцюгові жирні кислоти (КЖК) є ароматизаторами.

## Виноски
1. ↑  Обмін ліпідів. Архів оригіналу за 26 березня 2012. Процитовано 20 квітня 2011.
2. ↑  «Е» боятися — в магазин не ходити. Архів оригіналу за 26 березня 2014. Процитовано 20 квітня 2011.
3. ↑  Сарафанова Л.А Пищевые добавки: энциклопедия / Л. А. Сафарова. — [2-е изд.]. — С-Пб: ГИОРД, 2004. — 809 с
4. ↑  Кудрина Г. В. Применение в резинах солей жирных кислот на основе отхода производства растительных масел / Г. В. Кудина // Фундаментальные исследования. — 2009. — № 7. — С. 20 — 21